# Princetown
Princetown is een dorp in het bestuurlijke gebied West Devon, in het Engelse graafschap Devon. Princetown maakt deel uit van de civil parish Dartmoor Forest.

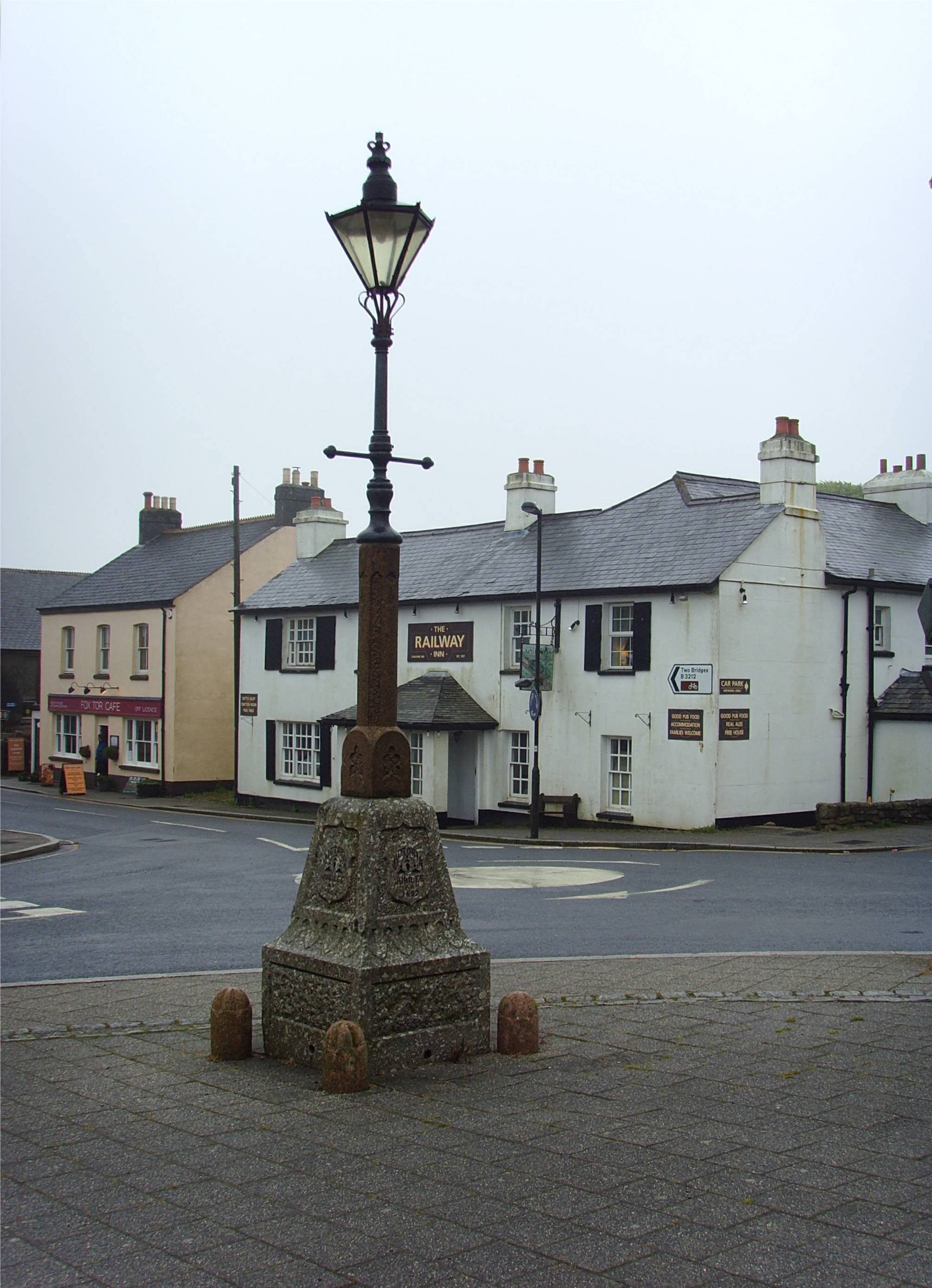
Princetown
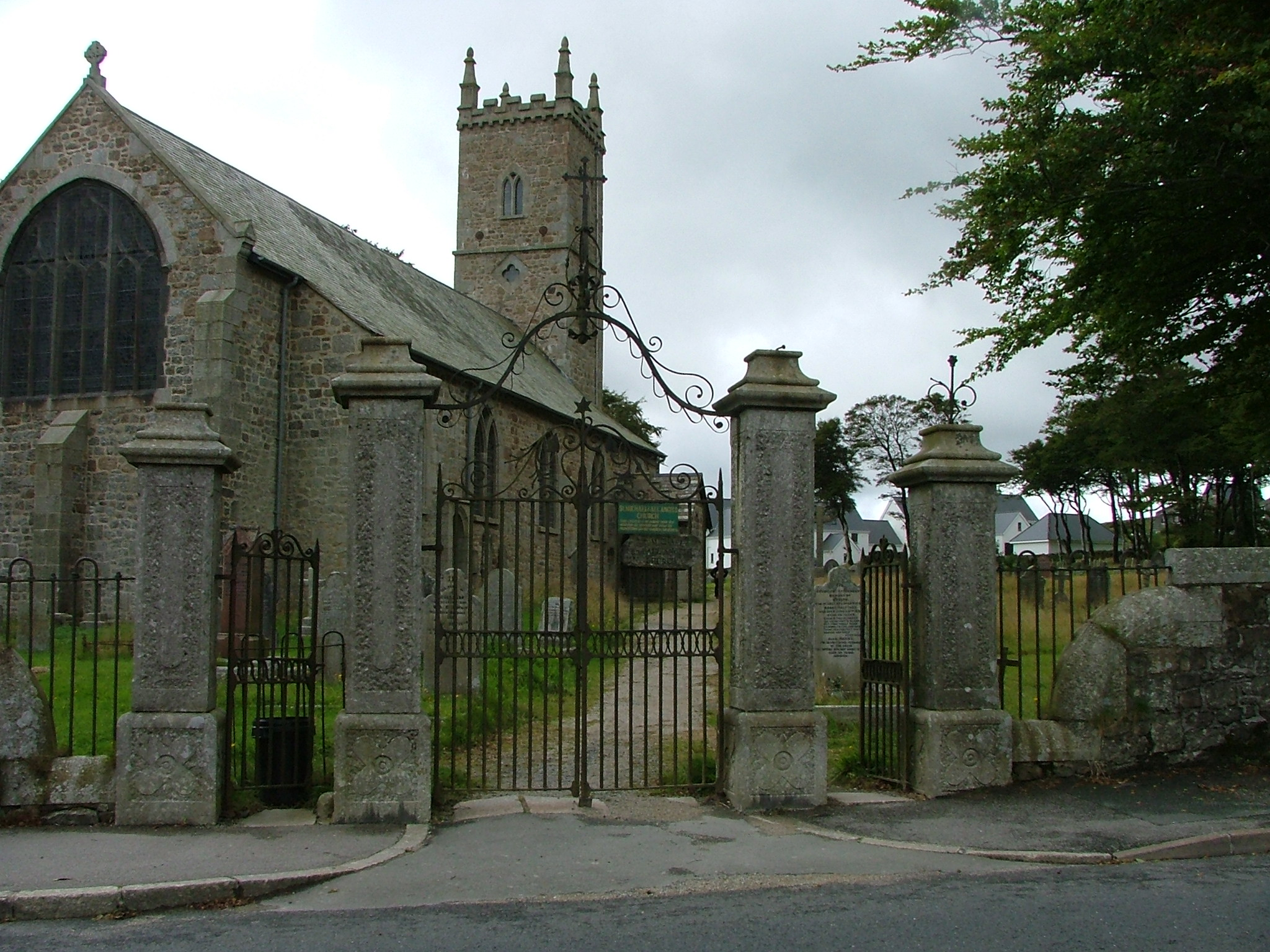
Kerk van St Michael in Princetown